# Karl Ludwig von Leiningen-Dagsburg-Emichsburg
Karl Ludwig von Leiningen-Dagsburg-Emichsburg (* 16. Februar 1704, auf der Hardenburg, heute Bad Dürkheim; † 20. März 1747 in  Battenberg (Pfalz)) war ein Graf von Leiningen-Hardenburg, Stifter der kurzlebigen Linie bzw. Grafschaft „Leiningen-Emichsburg“ und kurpfälzischer General.

## Leben

### Herkunft und Familie

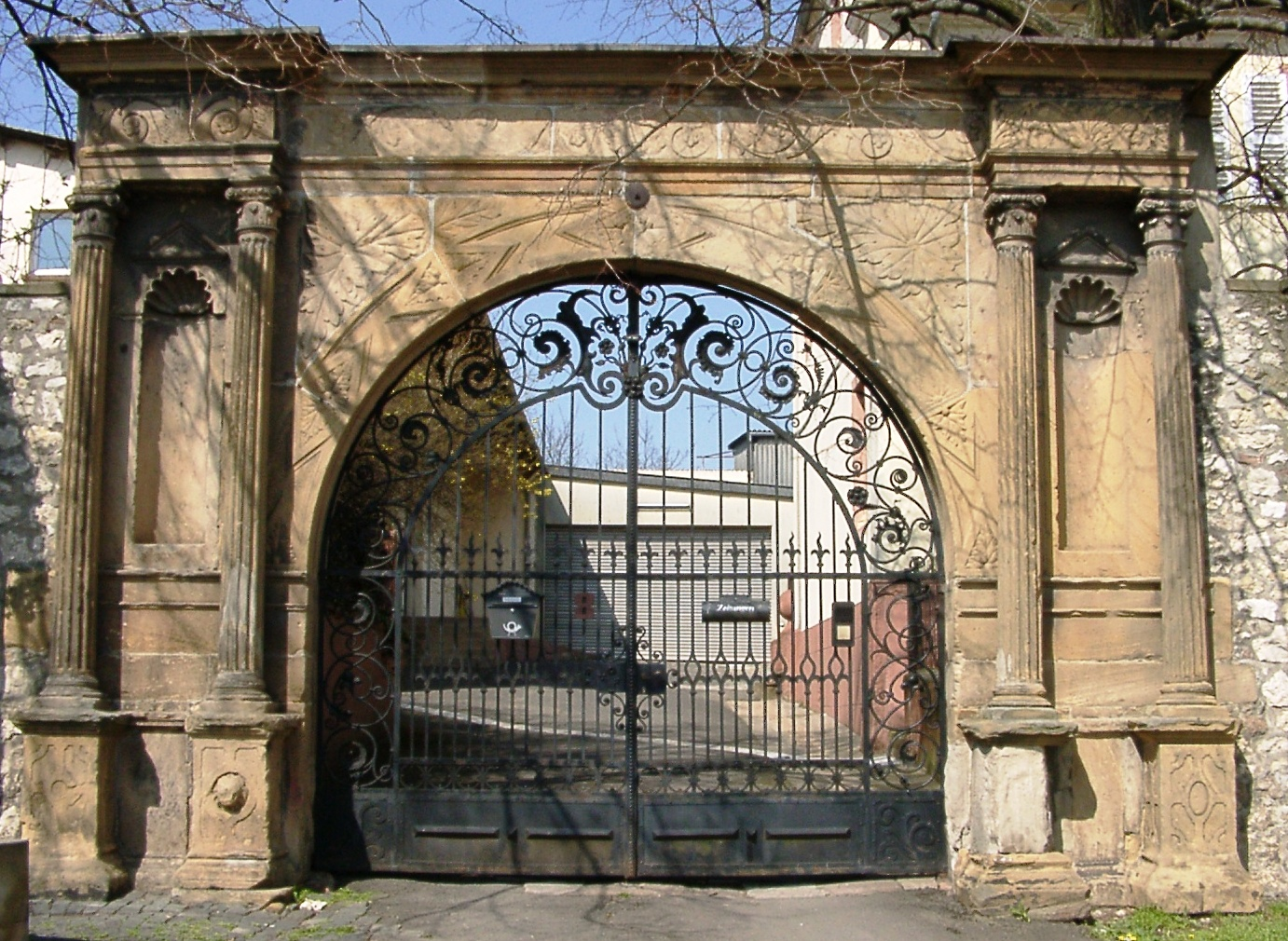
Portal der Emichsburg in Bockenheim. Hier residierte Graf Karl Ludwig überwiegend, und nach ihr benannte er seinen Familienzweig.

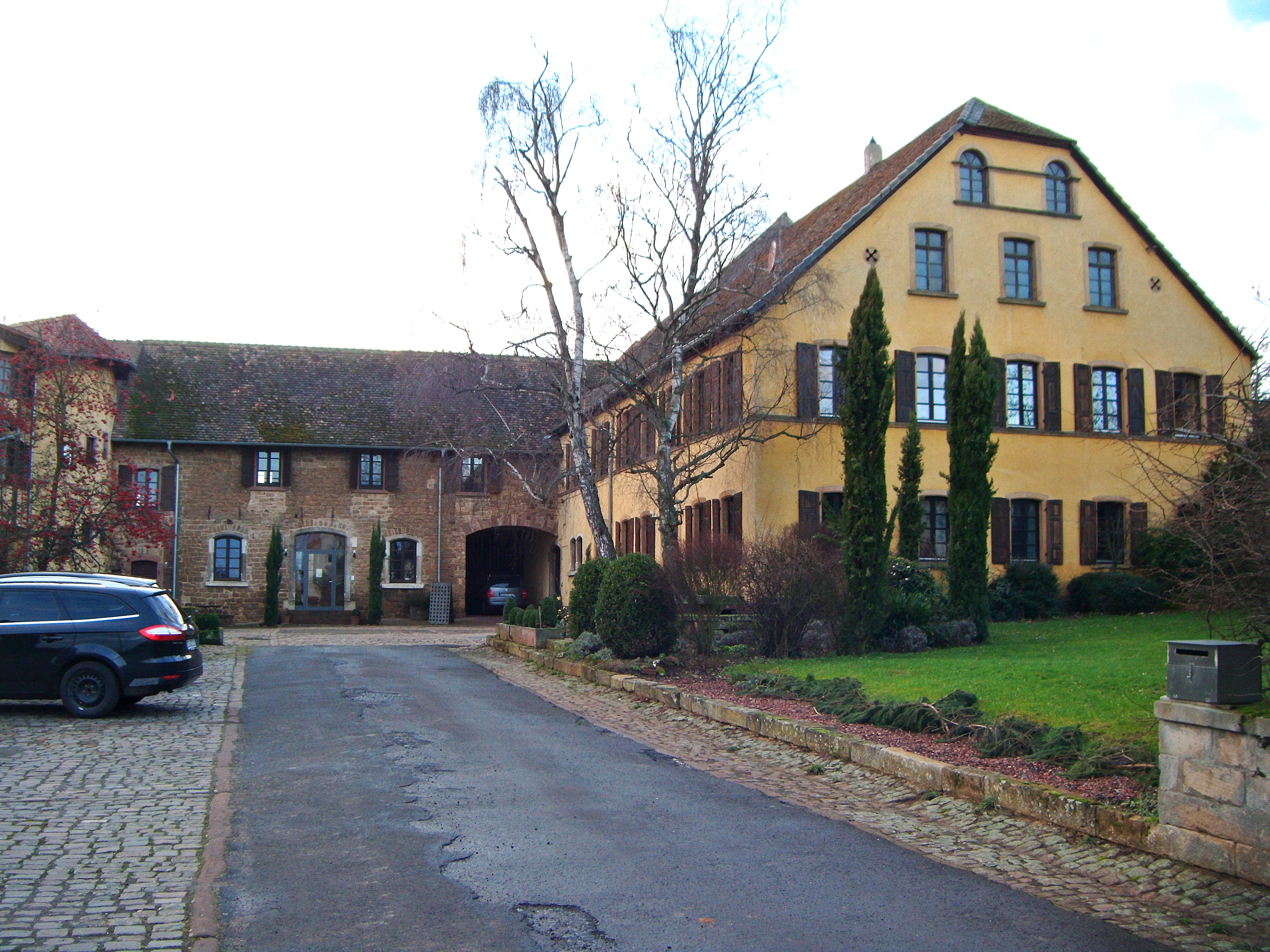
Ehemaliges Leininger Hofgut in Battenberg, wo der Graf teilweise lebte und 1747 starb.

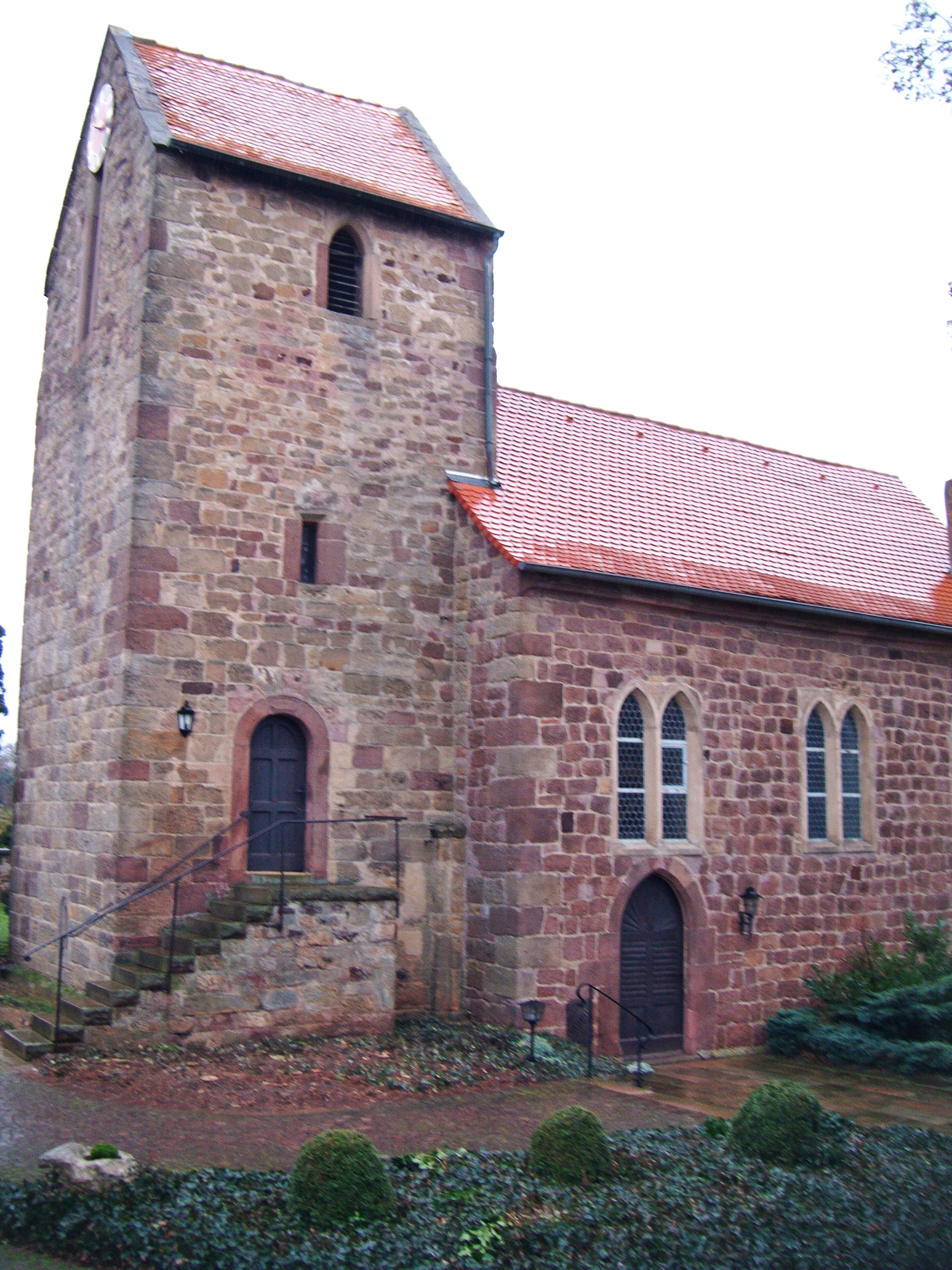
Martinskirche in Battenberg. Hier ist Graf Karl Ludwig im untersten Turmgeschoss beigesetzt.

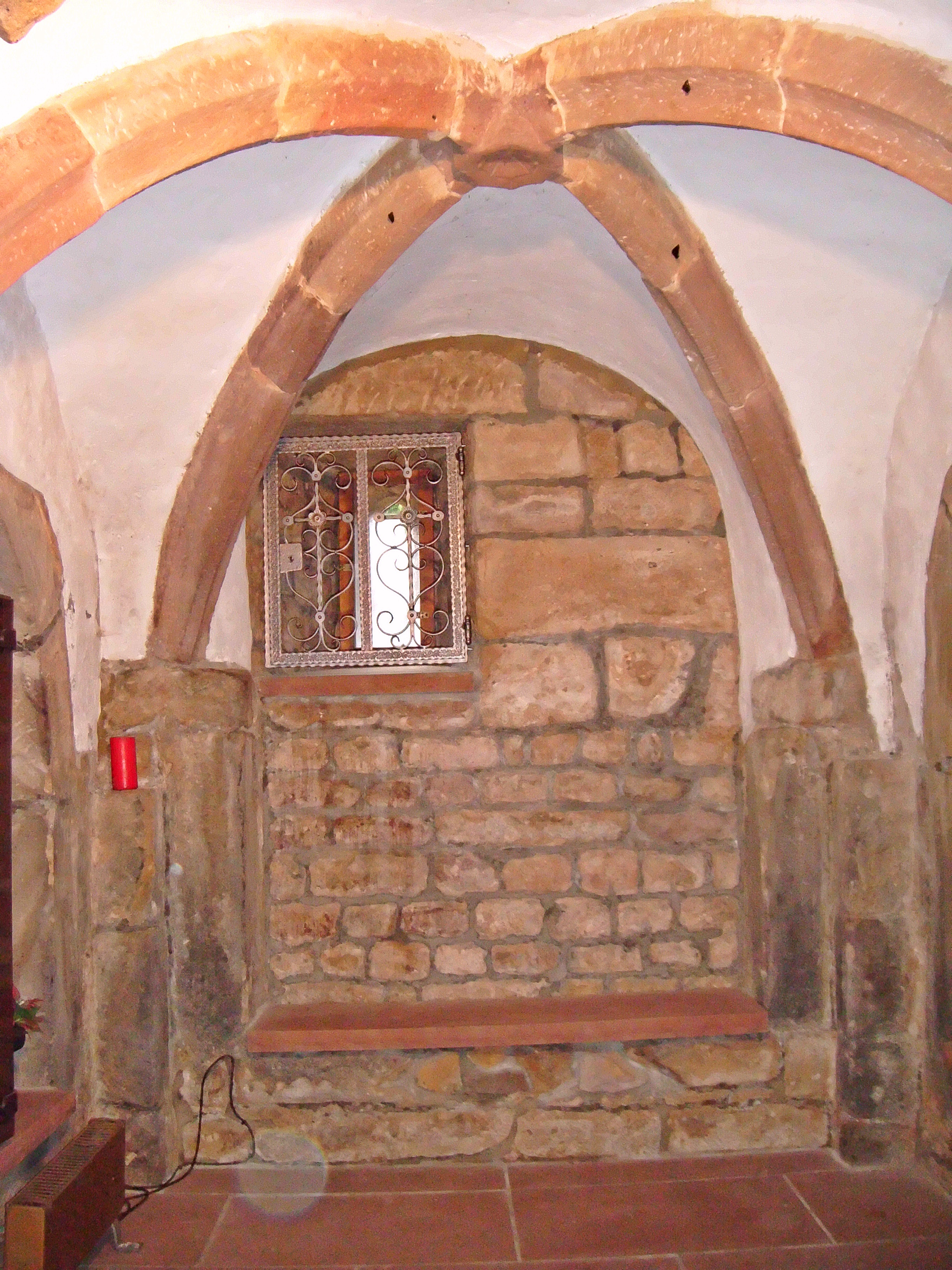
Gruftkapelle in Battenberg, Ruhestätte von Graf Karl Ludwig und seinem Sohn; Epitaphe sind nicht vorhanden.

Karl Ludwig wurde geboren als jüngster Sohn des regierenden Grafen Johann Friedrich von Leiningen-Dagsburg-Hardenburg (1661–1722) und seiner zweiten Gattin Katharina von Baden-Durlach, Schwester von Markgraf Karl III. Wilhelm, dem Gründer der Stadt Karlsruhe.
Der Vater verstarb 1722, und als Erben der Grafschaft Leiningen-Dagsburg-Hardenburg blieben die überlebenden Söhne Karl Ludwig bzw. sein älterer Bruder Friedrich Magnus (1703–1756). 
Beide Brüder waren zunächst noch nicht volljährig und standen unter der Vormundschaft der Mutter bzw. von deren Bruder Karl Wilhelm von Baden. Ursprünglich sollte Friedrich Magnus die ganze Grafschaft Leiningen-Hardenburg erben, der jüngere Bruder Karl Ludwig erhob jedoch auch Ansprüche auf einen Teil, was in Einklang mit den herrschenden Hausgesetzen stand. Bereits 1726 hatte er Karolina Magdalena Wild- und Rheingräfin zu Salm von Dhaun (1706–1786) geheiratet. 1728 wurde das Land geteilt.

### Graf von Leiningen-Emichsburg
Karl Ludwig erhielt die sogenannte „Untere Grafschaft Leiningen-Hardenburg“, welche einige Dörfer und Besitztümer im Umland von Grünstadt, aber als Exklave auch das rheinhessische Bechtheim umfasste. Zu den bedeutendsten Orte zählten Klein- und Großbockenheim, wo es eine bescheidene, wenngleich ziemlich desolate Leininger Residenz gab, die sogenannte Emichsburg, nach welcher der neue Landesherr seinen Familienzweig nun benannte. Battenberg mit seiner gleichnamigen Burg bildete einen weiteren wichtigen Punkt des neuen Ländchens, zumal sich dort auch ein Leininger Gutshof befand. Graf Karl Ludwig ließ 1730 die Emichsburg in Kleinbockenheim weitgehend neu erbauen und residierte dort, teils aber auch auf dem Gut zu Battenberg; in Großbockenheim gründete er 1731 eine lutherische Schule.
Beide Brüder waren, ebenso wie die Eltern, lutherischer Konfession, und die katholische Kirche wurde bis 1700 in der Grafschaft Leiningen-Hardenburg strikt unterdrückt. Erst als Kurfürst Johann Wilhelm von der Pfalz dem gräflichen Vater die Gefälle der aufgehobenen Abtei Limburg zu Lehen überlassen hatte, gewährte dieser den Katholiken ab 1700 freie Religionsausübung, wobei öffentliche Gottesdienste auf die drei Kirchen von Pfeffingen, Großbockenheim und Bechtheim beschränkt blieben. Diese Regelungen wurden auch nach Teilung des Gebiets beibehalten.
Im Jahre 1736 konvertierten Graf Karl Ludwig und seine Gattin zum katholischen Glauben. Dadurch fielen in ihrem Territorium die gegen den Katholizismus gerichteten Restriktionen weg, der Landesherr förderte ihn vielmehr. So gab er im Dezember 1736 der katholischen Kirchengemeinde Bockenheim Kultgegenstände zurück, die seit 140 Jahren beschlagnahmt in der Emichsburg gelegen hatten. Ebenso ließ er die zerstörte Wallfahrtskapelle „Heiligenkirche“ auf dem Bockenheimer Berg renovieren und die dortige Gnadenquelle neu fassen. 1741 wohnte er hier demonstrativ dem katholischen Gottesdienst bei. Seine neue Glaubensüberzeugung rief heftige Proteste der protestantischen Geistlichen bzw. Einwohner hervor. Sie beschwerten sich u. a. bei dem gräflichen Bruder Friedrich Magnus, der sich wiederum an König Georg II. von England wandte, welcher 1741 ein Mahnschreiben an Graf Karl Ludwig richtete. Aus diesem geht hervor, dass der Landesherr an der erwähnten Bockenheimer Kapelle ein Kapuzinerkloster errichten wollte und in der Grafschaft die katholischen Feiertage als allgemein verpflichtende Ruhetage eingeführt hatte. In Bockenheim gründete Karl Ludwig zudem eine katholische Schule. Die religiösen Auseinandersetzungen überschatteten ab der Konversion vollständig seine Regierungszeit.
Graf Karl Ludwig war Ritter des Wittelsbacher Hausordens vom Hl. Hubertus und bekleidete die Ränge eines kurpfälzischen Generals sowie eines Obersten der kurfürstlichen Schweizer Garde.
Er starb 1747 im Leininger Gutshof zu Battenberg und wurde in der dortigen Martinskirche bestattet, wo auch schon einer seiner Söhne ruhte.

## Nachkommen und Verwandte
Karl Ludwig hatte mit seiner Gattin zwei Söhne, die im Säuglingsalter starben. Die Grafschaft fiel deshalb bei seinem Tod an den Bruder Friedrich Magnus zurück, der sie wieder mit seinem Teil vereinigte. Auch die von ihm neu begründete Linie „Leiningen-Emichsburg“ erlosch damit im Mannesstamm.
Karl Ludwigs einzige Tochter Katharina Louise (1735–1805) heiratete den Prinzen Theodor Alexander zu Löwenstein-Wertheim-Rochefort (1722–1780). Sie wurden die Großeltern des Fürsten Karl Thomas zu Löwenstein-Wertheim-Rosenberg (1783–1849), der durch seine Geisteshaltung über Generationen hinweg das bis heute andauernde Engagement dieser Familie für die katholische Kirche begründete. Dessen Enkel Fürst Karl IV. zu Löwenstein-Wertheim-Rosenberg wurde als Witwer Dominikaner, die Enkelin Adelheid von Löwenstein-Wertheim-Rosenberg, Exilkönigin von Portugal, lebte verwitwet als Benediktinerin und ist die Großmutter der letzten österreichischen Kaiserin Zita.
Seine Tante war Maria Polyxena von Leiningen-Dagsburg-Hardenburg, die Johann Ernst zu Nassau-Weilburg heiratete. Ihr Sohn und Karl Ludwigs Vetter war Karl August zu Nassau-Weilburg, Stammvater des der Herzöge von Nassau, nachmals großherzoglichen Hauses von Luxemburg.
Karl Ludwigs Schwägerin Sophie Charlotte von Salm-Dhaun (Schwester seiner Frau, 1719–1770) heiratete 1743 Herzog Johann von Pfalz-Zweibrücken-Gelnhausen, Stammvater der Herzöge in Bayern und Oberkommandierender der Kurpfälzischen Armee.
Carl Friedrich Wilhelm, der erste Fürst zu Leiningen (1724–1807), war der Sohn seines Bruders Friedrich Magnus.